# Olympische Winterspiele 1940
Die V. Olympischen Winterspiele hätten 1940 in Sapporo stattfinden sollen. Japan gab aber aufgrund des Beginns des zweiten Japanisch-Chinesischen Krieges die Spiele am 16. Juli 1938 an das IOC zurück.
Am 3. September 1938 vergab das IOC die Winterspiele 1940 an St. Moritz. Es kam aber danach zu Streitigkeiten zwischen dem schweizerischen Organisationskomitee und dem IOC, so dass St. Moritz am 9. Juni 1939 die Spiele entzogen wurden. Sie wurden nun wie vier Jahre zuvor an Garmisch-Partenkirchen vergeben. Drei Monate später begann der Zweite Weltkrieg und die Spiele wurden schließlich abgesagt.

## Konflikt um die Skiwettbewerbe
Hätten die Winterspiele wie geplant stattfinden können, so wären sie möglicherweise ohne den alpinen Skilauf ausgetragen worden. Zwischen dem IOC und der FIS gab es einen Konflikt um die Zulassung professioneller Skilehrer zu den Spielen, da dies in den Augen des IOC dem Amateurstatus widersprach.

## Geplante Austragung in Garmisch-Partenkirchen
Die deutsche Delegation im IOC bot an, die Spiele erneut in Garmisch-Partenkirchen auszurichten, dem Austragungsort von 1936. Nach der Absage Sapporos hatte sich zunächst Oslo beworben, die Olympischen Spiele dort hätten aber ohne alpinen Skilauf aufgrund der unterschiedlichen Auslegungen der Amateurbedingungen stattfinden müssen. Bei der Abstimmung im Juni 1939 wurden die Spiele einstimmig an Garmisch-Partenkirchen übertragen. Bis Mitte August 1939 hatten bereits 14 Nationen ihre Teilnahme zugesagt, darunter auch Großbritannien und Frankreich. Das Olympia-Skistadion wurde nach Plänen von Arthur Holzheimer umgebaut und erhielt seine heutige, hufeisenförmige Form. Auch nach Beginn des Zweiten Weltkriegs am 1. September 1939 wurden die Arbeiten am Ausbau der Sportstätten fortgesetzt. Karl Ritter von Halt, der Präsident des Organisationskomitees und IOC-Vertreter Deutschlands, schrieb in einem Brief an den IOC-Präsidenten am 20. September: „Bis auf weiteres ist Deutschland bereit, die Winterspiele auszurichten, wenn der aktuelle Konflikt rechtzeitig beendet werden kann.“ Erst Ende Oktober befahl Adolf Hitler, die Arbeiten einzustellen. Am 22. November wurden die Spiele offiziell abgesagt.

## Geplante Wettkämpfe
Einzige Änderung gegenüber den Winterspielen 1936 war die geplante Aufnahme des Eisschnelllaufs der Damen mit vier Disziplinen in das Programm. Ansonsten blieb das vorgesehene Programm unverändert, soweit es im Falle der Skiwettbewerbe noch zu einer Einigung zwischen IOC und FIS gekommen wäre.

## Nachwirkungen
Die Olympischen Winterspiele 1944, die an den italienischen Wintersportort Cortina d’Ampezzo vergeben wurden, fielen ebenfalls dem Zweiten Weltkrieg zum Opfer. Die ersten Nachkriegsspiele wurden 1948 im kriegsunversehrten St. Moritz ausgerichtet. Cortina d’Ampezzo kam schließlich 1956 und Sapporo bei den Winterspielen 1972 zum Zug. Deutschland hat seit 1936 keine Winterspiele mehr ausgerichtet.